# Dewi Sartika
Dewi Sartika, född 1884, död 1947, var en indonesisk reformpedagog. 
Nedslagskratern Sartika på planeten Venus är uppkallad efter henne.